# Джика Петреску
Джика Петреску (на румънски: Gică Petrescu) е румънски композитор и певец, считан от сънародниците си за национално богатство и жива легенда поради дългата си творческа кариера (над 70 години) и неизчерпаемата си трудоспособност. Написва рекордно количество песни (над 1500) и много от тях се изпълняват от други румънски изпълнители поради голямата си популярност.

## Кариера
Включва се в студентска група веднага след завършването на лицея „Георге Шинкай“ в Букурещ. Официалният му дебют в радиото е през 1937 г. През 1937-39 г. пее с оркестрите „Раду Гиндъ“ и „Дину Шербънеску“ в казиното на Синая.

## Награди
На 5 май 2003 г. президентът на Румъния Йон Илиеску го награждава с национален орден „Звездата на Румъния“(Ordinul naţional Steaua României) по повод 88-годишнината.
На 18 юни 2006 г. вечерта следва да получи специалната награда на румънското радио (Premiile muzicale Radio România Actualităţi) за „Песента на моя живот“ ("Cântecul e viaţa mea"), но на същия ден сутринта умира в апартамента си на бул. „Кралица Елизабета“ (Regina Elisabeta).